# Конотоп (річка)
Коното́п (МФА: [kon̪oˈt̪ɔp] ( прослухати); інша назва — Коното́пка) — зникла мала річка, що протікала в межах міста Конотоп Сумської області в Україні. Різні версії розглядають її або як ліву притоку річки Єзуч, або як верхню течію Єзуча.
За однією з легенд, свою назву місто Конотоп отримало від гідроніма Конотопки.

## Назва
Слово коното́п позначає будь-яку болотисту, топку та непроїзну місцину. Імовірно, слово походить від конструкції конь + топь («коні топнуть»), перетвореної на іменник за допомоги словотвірного способу основоскладання.

## Історія
Щодо розташування і характеру зниклої річки існують дві версії. Найдавніші джерела, датовані XVII століттям, визначають Конотопку як ліву притоку Єзуча. Натомість, мапи XIX століття позначають Конотоп як верхню течію Єзуча.

### Конотоп як притока Єзуча
За цією версією, в давнину Конотопка була повноводною малуою річкою та рідко пересихала. На місці злиття річок Конотопки і Єзучу, на місці давньоруського «дитинця» в першій половині XVII століття, поляками було побудовано укріплення, яке дало початок місту Конотоп. Сама фортеця Конотоп розташовувалася на високому березі, північніше Конотопки і на захід від Єзуча.

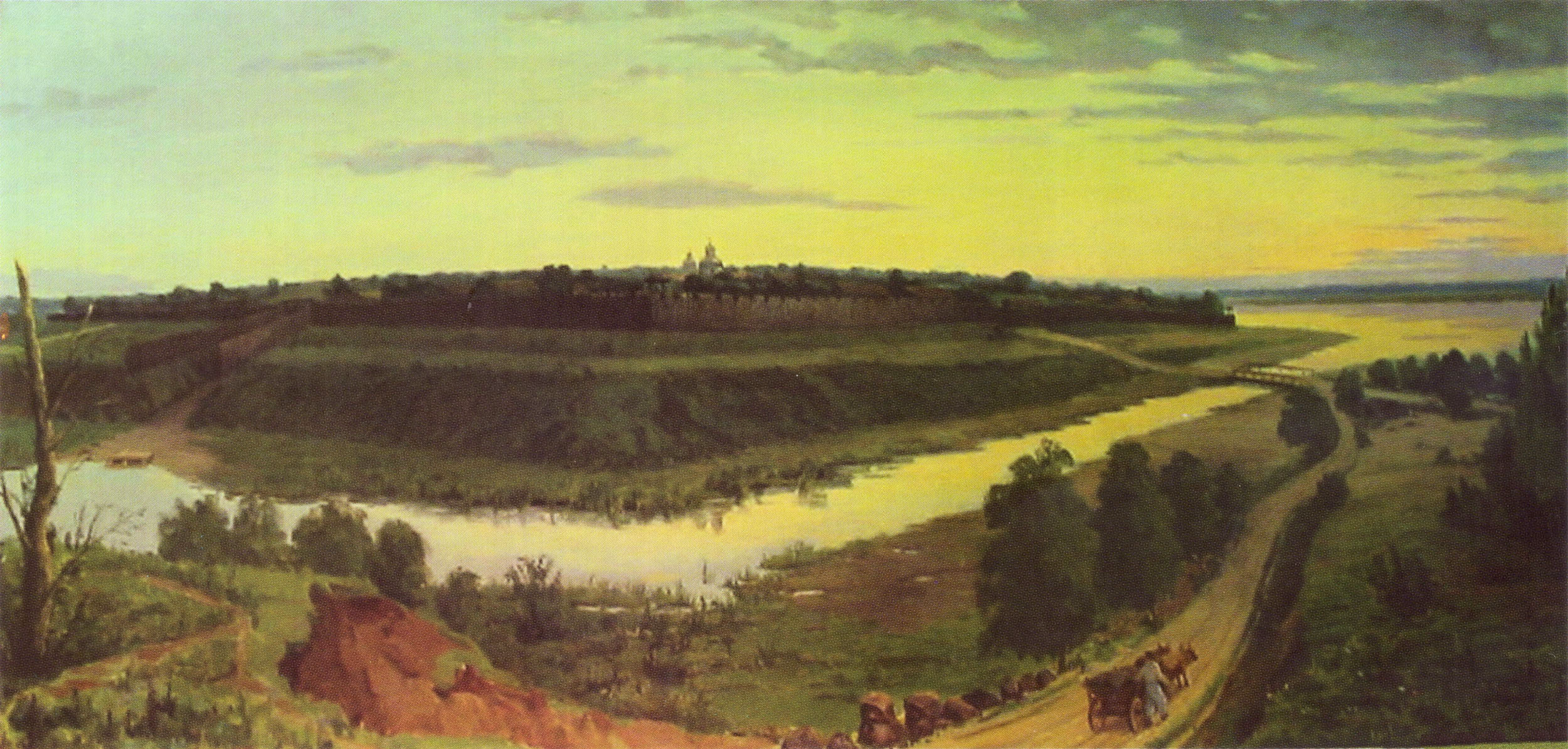
Картина художника В. Г. Шерстюка «Конотопське укріплення XVII ст.» На передньому плані струмок, праворуч вдалині видно Єзуч

План Конотопа, кінець XVII — початок XVIII ст.

За даними 1666 року під містом Конотопом на річці Конотопка було 2 греблі та діяло 2 водні борошномельні млини з 4 колесами. Проте швидше за все малася на увазі річка Єзуч, а не Конотопка. На планах міста Конотопа кінця XVIII століття і 1802 року видно, що в районі сучасного проспекту Червоної Калини (до 2015 року просп. Леніна) в історичній частині міста, на Конотопці розташовувалася гребля зі ставком.
За цієї версією, гирло Конотопки розташовується на лівому березі річки Єзуч. Раніше річка брала початок в невеликому яру, нині розташованої на території міста Конотоп, на південний захід від меморіального комплексу «Вічної слави». Сьогодні недалеко від початкового витоку річки, поруч з Конотопської гімназією на вулиці Братів Лузан, розташований викопаний ставок завдовжки близько 120 і завширшки 25 метрів. Початкова протяжність річки становила близько 2 км, Конотопка протікала із заходу на схід по балці, що нині перетинає центральну історичну частину міста і тягнеться від вулиці Братів Лузанів, паралельно Красногірській вулиці, перетинаючи вулицю Шевченка та Волочаївську. У колишній річковій долині, між вулицями Шевченка і Волочаївською за територією Конотопського енергозбуту, протягом XX століття та до недавнього часу (початку 2000-х років), існувала водойма, яка раніше використовувалася як став-охолоджувач для дизельних генераторів міської електричної підстанції. Ставок був зарибнений і в ньому ловився карась, але на сьогоднішній день від ставка залишилася невелика болото, заросле рогозою.
За окремими історичними джерелами річка Конотоп зазначена як права притока Єзуча.
У 1803 році імператор Олександр I затвердив проект перепланування міста Конотоп. Проект охоплював майже всю територію з передмістям. Згідно з ним, пропонувалося розбити нові вулиці на квартали, а старі вулиці відповідно випрямити. Часткове втілення перепланування 1803 року, а також подальше розростання міста на південь до прокладеної в 1860-х роках залізниці і станції Конотоп, ймовірно, призвели до порушення природного водотоку річки, внаслідок чого почався процес обміління Конотопки.
У вересні 2019 року неформальний офіс Сеймського регіонального ландшафтного парку організував «пошук» річки Конотопки, який підтвердив, що на даний час вона існує як невеличкий пересихаючий струмок, місцями взятий в трубу та частково каналізований. Струмок, здебільшого, є сезонним і повністю наповнюється водою навесні, під час танення снігу та після рясних опадів. Русло струмка простежується приблизно з вулиці Волочаївської, де до нього примикає водовідвідна канава, що починається майже за кілометр на північний захід на Батуринській вулиці, близько Сінного базару. Далі струмок проходить в долині та виходить до Ярмаркової вулиці, біля Конотопської міської друкарні. Після чого місцями заходячи в колектори, струмок перетинає Красногірську вулицю і проспект Червоної Калини, після якого, пройшовши ще трохи по поверхні заходить в трубу близько трамвайний лінії на Виконкомівській вулиці. Труба прокладена через територію заводу «Червоний металіст» із заходу на схід. Вийшовши з труби, Конотопка впадає в річку Єзуч, на північ від моста на вулиці Пушкіна, поблизу району Загребелля.

### Конотоп як верхня течія Єзуча
На деяких мапах початку XIX століття, наприклад на таких як відома «столистова карта» 1804 року та десятиверстна мапа Ф. Ф. Шуберта 1832 року, назвою Конотоп позначена верхня течія Єзуча. Найімовірніше, таку позначку слід розглядати як картографічну помилку, оскільки на ранній карті 1787 року та більш пізніх від середини 1800-х років, немає даної неточності в найменуванні Єзуча. Втім, гідронімічний зсув міг статися і через пересихання історичного Конотопа, коли назву струмка, який щезає, надали більш повноводному потокові.